# Tarikere
Tarikere är en ort i Indien.   Den ligger i distriktet Chikmagalur och delstaten Karnataka, i den södra delen av landet, 1 700 km söder om huvudstaden New Delhi. Tarikere ligger 685 meter över havet och antalet invånare är 37 848.
Terrängen runt Tarikere är huvudsakligen platt, men åt sydost är den kuperad. Runt Tarikere är det ganska tätbefolkat, med 214 invånare per kvadratkilometer. Närmaste större samhälle är Bhadrāvati, 19,4 km nordväst om Tarikere. Omgivningarna runt Tarikere är en mosaik av jordbruksmark och naturlig växtlighet.